# Godzilla: El devorador de planetas
Godzilla: el devorador de planetas, en inglés Godzilla: The Planet Eater (GODZILLA 星を喰う者 Gojira: Hoshi o Kū Mono?) es una película kaiju animada por computadora de 2018 dirigida por Kōbun Shizuno y Hiroyuki Seshita, escrita por Gen Urobuchi y producida y animada por Toho Animation y Polygon Pictures, en asociación con Netflix.
Es la película número 34 de la franquicia Godzilla, la película número 32 de Godzilla producida por Toho, la película final en la trilogía de anime de la franquicia y la cuarta película en el período Reiwa de la franquicia.
Godzilla: el devorador de planetas concluye la narrativa de la trilogía de anime, y tiene lugar después de los eventos de Godzilla: Planeta de monstruos y Godzilla: Ciudad al filo de la batalla. La película sigue la lucha de la humanidad, sus aliados extraterrestres y Godzilla mientras luchan por sobrevivir contra King Ghidorah. Godzilla: el devorador de planetas se estrenó en Japón el 9 de noviembre de 2018 y se lanzó en todo el mundo en Netflix el 9 de enero de 2019.

## Reparto
| Personaje                                                | Seiyu                |
| -------------------------------------------------------- | -------------------- |
| Haruo Sakaki (ハルオ・サカキ?)                           | Mamoru Miyano        |
| Metphies (メトフィエス Metofiesu?)                       | Takahiro Sakurai     |
| Yuko Tani (ユウコ・タニ Yūko Tani?)                      | Kana Hanazawa        |
| Martin Lazzari (マーティン・ラッザリ Mātin Razzari?)     | Tomokazu Sugita      |
| Adam Bindewald (アダム・ビンデバルト Adamu Bindebarudo?) | Yūki Kaji            |
| Maina (マイナ?)                                          | Reina Ueda           |
| Miana (ミアナ?)                                          | Ari Ozawa            |
| Eliott Leland (エリオット・リーランド Eriotto Rīrando?)  | Daisuke Ono          |
| Unberto Mori (ウンベルト・モーリ Unberuto Mōri?)         | Kenyu Horiuchi       |
| Halu-Elu Dolu-do (ハルエル・ドルド Harueru Dorudo?)      | Kazuya Nakai         |
| Endurphe (エンダルフ Endarufu?)                          | Kazuhiro Yamaji      |
| Munaku (ムナク?)                                         | Kazuhiro Yamaji      |
| Haruka Sakaki (ハルカ・サカキ?)                          | Saori Hayami         |
| Akira Sakaki (アキラ・サカキ?)                           | Kenichi Suzumura     |
| Josh Emerson (ジョシュ・エマーソン Josshu Emāson?)       | Haruki Ishiya        |
| Marco Gione (マルコ・ジオーネ Maruko Jiōne?)             | Junichi Yanagita     |
| Takeshi J. Hamamoto (タケシ・J・ハマモト?)               | Kanehiro Yamamoto    |
| Daichi Tani (ダイチ・タニ?)                              | Tomisaburō Horikoshi |
| Mulu Elu Galu Gu (ムルエル・ガルグ Murueru Garugu?)      | Junichi Suwabe       |
| Rilu-Elu Belu-be (リルエル・ベルベ Rilueru Berube?)      | Kenta Miyake         |

## Producción
Takayuki Hattori volvió a componer la banda sonora, marcando su quinta banda sonora de Godzilla. XAI también regresó para interpretar el tema de la película Live and Die.
En mayo de 2018, un póster reveló el título de la película, la fecha de lanzamiento y la posible aparición de King Ghidorah. En julio de 2018, se lanzó el primer avance de la película. En septiembre de 2018, se lanzó el póster teatral de la película. En octubre de 2018, se lanzó el avance completo.

## Estreno
Godzilla: el devorador de planetas se estrenó como la película de clausura en el Festival Internacional de Cine de Tokio el 3 de noviembre de 2018, y se estrenó en Japón el 9 de noviembre de 2018. La película se estrenó en todo el mundo en Netflix el 9 de enero de 2019.